# Алгол (звезда)
Алгол или бета Персеја (лат. β Persei, β Per) је еклипсно променљива звезда у Персеју, прототип своје класе променљивих. Алгол је трочлани звездани систем. Име звезде потиче од арапског назива Ra’s Al Ghul, и значи „глава демона“, јер представља око Медузе чију главу држи Персеј.

## Историја посматрања
Древни египатски календар срећних и несрећних дана састављен пре неких 3200 година сматра се најстаријим историјским документом о открићу Алгола.
Повезивање Алгола са створењем сличним демону (Горгон у грчкој традицији, гоул у арапској традицији) сугерише да је његова варијабилност била позната дуго пре 17. века, али још увек нема неоспорних доказа за то. Арапски астроном Абдурахман ал-Суфи није рекао ништа о варијабилности звезде у својој Књизи фиксних звезда објављеној око 964. године.

## Променљивост сјаја
Алгол је још у старој Грчкој био познат као „демонска звезда“, тако да је највероватније била позната варијабилност његовог сјаја. Ипак, у савременом смислу, Ђеминијано Монтанари је својим посматрањима 1669. године утврдио променљивост сјаја Алгола. Џон Гудрик је 1782. измерио и период између два минимума — 2,867 дана. Идеја да Алгол чине две зведе, од којих она слабијег сјаја повремено помрачује главну звезду је постепено прихваћена, а своју коначну потврду је добила 1889. године, када је Херман Фогел показао да је период којим варира радијална брзина Алгола једнак периоду смањења сјаја. Читав процес, од почетка опадања сјаја до повратка на уобичајену вредност, траје свега неколико сати.
Алгол има два минимума сјаја: примарни минимум се дешава када мање сјајна звезда заклони сјајнију, и видљив је голим оком (магнитуда пада са 2,1 на 3,4); док се секундарни минимум јавља када сјајнија звезда заклони мање сјајну, али се тада магнитуда смањује за свега 0,06. Непосредно пре и после секундарног минимума долази до благог повећања магнитуде, што се објашњава рефлексијом светлости сјајније компоненте о слабију.

## Примарна компонента
Примарна компонента (Алгол А), видљива голим оком (магнитуде 2,12) је звезда главног низа, спектралне класе B8V, 100 пута луминознија од Сунца (180 пута ако се посматра и зрачење у ултраљубичастом делу спектра). Радијус Алгола А износи 2,89 радијуса Сунца, а маса 3,7 маса Сунца.

## Секундарна компонента
Секундарна компонента (Алгол B) је субџин спектралне класе K0IV, магнитуде 12,7. Алгол B је мање масе од Алгола А (0,81 маса Сунца) а даље је одмакла у еволуционом смислу, што је дуго представљало енигму, јер масивније звезде брже еволуирају. Међутим, детаљним анализама је утврђено да је А звезда у почетку имала масу 2,5 маса Сунца, а B компонента 2,8, те да је током еволуције секундарна компонента одбацила своје спољашње слојеве, које је делимично преузела А звезда, а материјал масе око 0,8 маса Сунца је изгубљен.
Алгол A и B су чине близак двојни систем (удаљени су свега 0,05 АЈ
), а раван у којој се крећу је нагнута на правац посматрања под углом од 82°, тако да се звезде само делимично заклањају, посматрано са Земље. Међутим, како је луминозност Алгола B само 3 пута већа од луминозности Сунца, то је довољно за наведену промену магнитуде.

## Терцијарна компонента
Трећа компонента, Алгол C, је откривена када је установљено да се период између два примарна минимума мења са временом. Установљено је да је период ове варијације око 680 дана. Руски астроном Аристарх Белополски је 1906. године потврдио постојање Алгола C када је установио да варијације у спектралним линијама Алгола које потичу од промене у радијалној брзини такође имају период од 1,862 године суперпониран на основни период од 2,867 дана.
Алгол C је звезда магнитуде 12,5, спектралне класе A7m. Масе 1,8 Сунчевих маса, Алгол C се налази на приближно 3 АЈ од Алгола А и B, што — посматрано са Земље — никад не износи више од 0”,1, због чега се не може разлучити визуелним методама.